# Olympische Sommerspiele 2020/Leichtathletik – Speerwurf (Männer)
Der Wettkampf im Speerwurf der Männer bei den Olympischen Spielen 2020 in Tokio fand am 4. August 2021 (Qualifikation) und am 7. August 2021 (Finale) im neuerbauten Nationalstadion statt.
Olympiasieger wurde der Inder Neeraj Chopra. Der Tscheche Vítězslav Veselý gewann die Silbermedaille vor seinem Landsmann Vítězslav Veselý.

## Aktuelle Titelträger
| Olympiasieger                        | Thomas Röhler ( Deutschland)         | 90,30 m | Rio de Janeiro 2016 |
| Weltmeister                          | Anderson Peters ( Grenada)           | 86,89 m | Doha 2019           |
| Europameister                        | Thomas Röhler ( Deutschland)         | 89,47 m | Berlin 2018         |
| Nord-/Zentralamerika-/Karibikmeister | Anderson Peters ( Grenada)           | 79,65 m | Toronto 2018        |
| Südamerikameister                    | Dayron Márquez ( Kolumbien)          | 78,00 m | Lima 2019           |
| Asienmeister                         | Cheng Chao-tsun ( Chinesisch Taipeh) | 86,72 m | Doha 2019           |
| Afrikameister                        | Julius Yego ( Kenia)                 | 77,34 m | Asaba 2018          |
| Ozeanienmeister                      | Nash Lowis ( Australien)             | 79,10 m | Townsville 2019     |

## Bestehende Rekorde
| Weltrekord         | Jan Železný ( Tschechien)       | 98,48 m | Jena, Deutschland                     | 25. Mai 1996    |
| Olympischer Rekord | Andreas Thorkildsen ( Norwegen) | 90,57 m | Finale OS Peking, Volksrepublik China | 23. August 2008 |

Der bestehende olympische Rekord wurde bei diesen Spielen nicht erreicht. Der weiteste Wurf gelang dem indischen Olympiasieger Neeraj Chopra mit seinem zweiten Versuch auf 87,58 m im Finale am 7. August. Damit blieb er 2,99 m unter dem Olympia- und 10,90 m unter dem Weltrekord.

## Legende
Kurze Übersicht zur Bedeutung der Symbolik – so üblicherweise auch in sonstigen Veröffentlichungen verwendet:
| – | verzichtet |
| x | ungültig   |

## Qualifikation
Die Athleten traten zu einer Qualifikationsrunde in zwei Gruppen an. Sechs Athleten erreichten die Qualifikationsweite für den direkten Finaleinzug von 83,50 m. Damit war die Mindestanzahl von zwölf Finalteilnehmern nicht erreicht. So wurde das Finalfeld mit sechs weiteren Wettbewerbern (hellgrün unterlegt) aus beiden Gruppen nach den nächstbesten Weiten aufgefüllt. Für die Teilnahme waren schließlich 82,40 m zu erbringen.

### Gruppe A
Start: 4. August 2021 um 9:05 Uhr Ortszeit (2:05 Uhr MESZ)
| Platz | Name                | Nation            | 1. Versuch | 2. Versuch | 3. Versuch | Weite (m) | Anmerkung |
| ----- | ------------------- | ----------------- | ---------- | ---------- | ---------- | --------- | --------- |
| 1     | Neeraj Chopra       | Indien            | 86,65      | –          | –          | 86,65     |           |
| 2     | Johannes Vetter     | Deutschland       | 82,04      | 82,08      | 85,64      | 85,64     |           |
| 3     | Lassi Etelätalo     | Finnland          | 84,50      | –          | –          | 84,50     | SB        |
| 4     | Alexandru Novac     | Rumänien          | 83,27      | 80,90      | x          | 83,27     | SB        |
| 5     | Vítězslav Veselý    | Tschechien        | x          | 83,04      | x          | 83,04     | SB        |
| 6     | Pawel Mjaleschka    | Belarus           | x          | 82,17      | 82,64      | 82,64     |           |
| 7     | Kim Amb             | Schweden          | 82,40      | 79,87      | x          | 82,40     | SB        |
| 8     | Ihab Abdelrahman    | Ägypten           | 81,67      | 81,92      | x          | 81,92     |           |
| 9     | Edis Matusevičius   | Litauen           | 79,50      | 81,24      | 80,13      | 81,24     |           |
| 10    | Gatis Čakšs         | Lettland          | x          | 78,73      | 78,02      | 78,73     |           |
| 11    | Cyprian Mrzygłód    | Polen             | x          | x          | 78,33      | 78,33     |           |
| 12    | Norbert Rivasz-Tóth | Ungarn            | 77,76      | 77,11      | x          | 77,76     |           |
| 13    | Rocco van Rooyen    | Südafrika         | 77,41      | 77,40      | x          | 77,41     |           |
| 14    | Huang Shih-feng     | Chinesisch Taipeh | 76,17      | x          | 77,16      | 77,16     |           |
| 15    | Toni Kuusela        | Finnland          | 72,75      | 76,96      | x          | 76,96     |           |
| NMW   | Michael Shuey       | USA               | x          | x          | x          | ogV       |           |

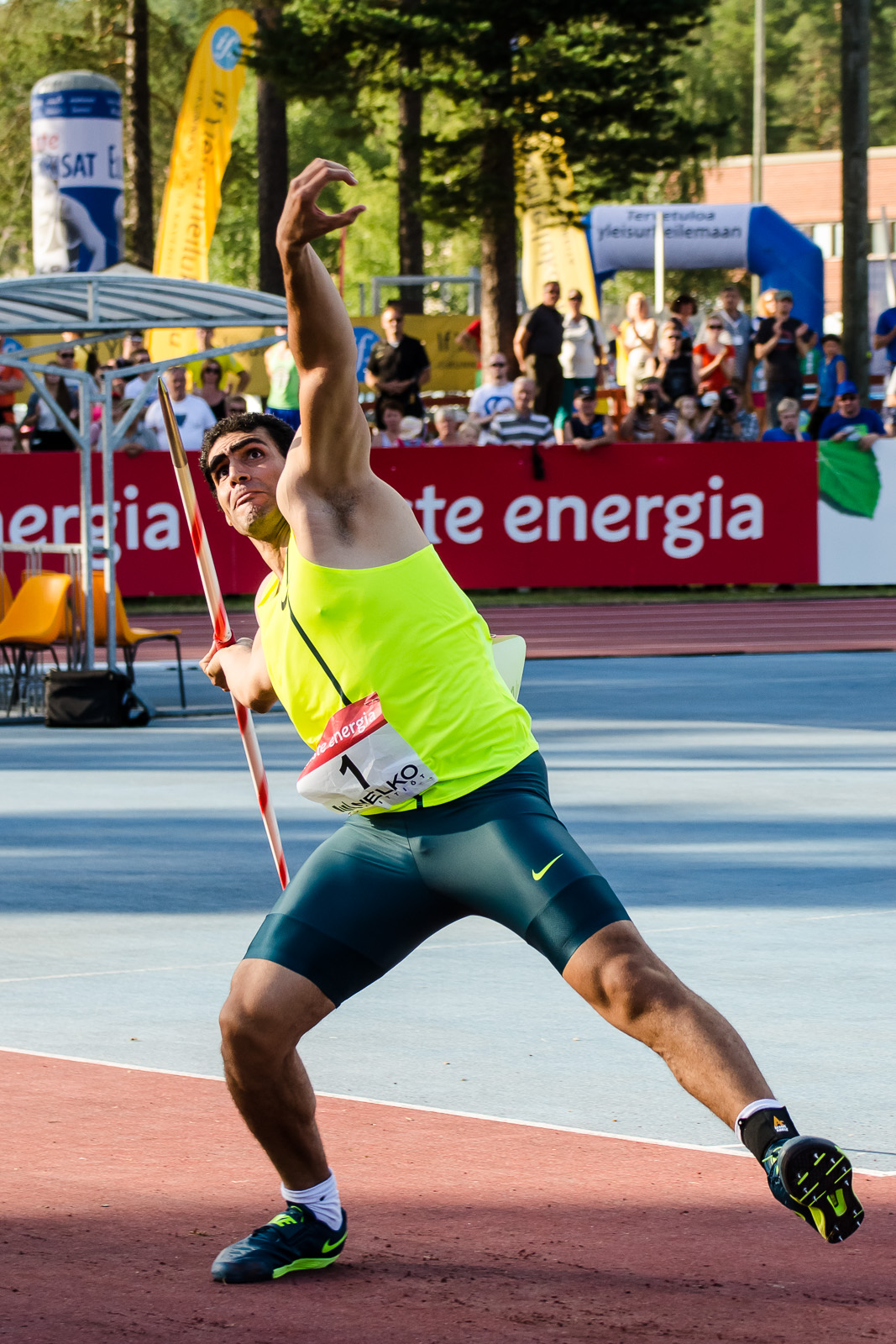
Ihab Abdelrahman – ausgeschieden mit 81,92 m

Weitere in Qualifikationsgruppe A ausgeschiedene Speerwerfer:

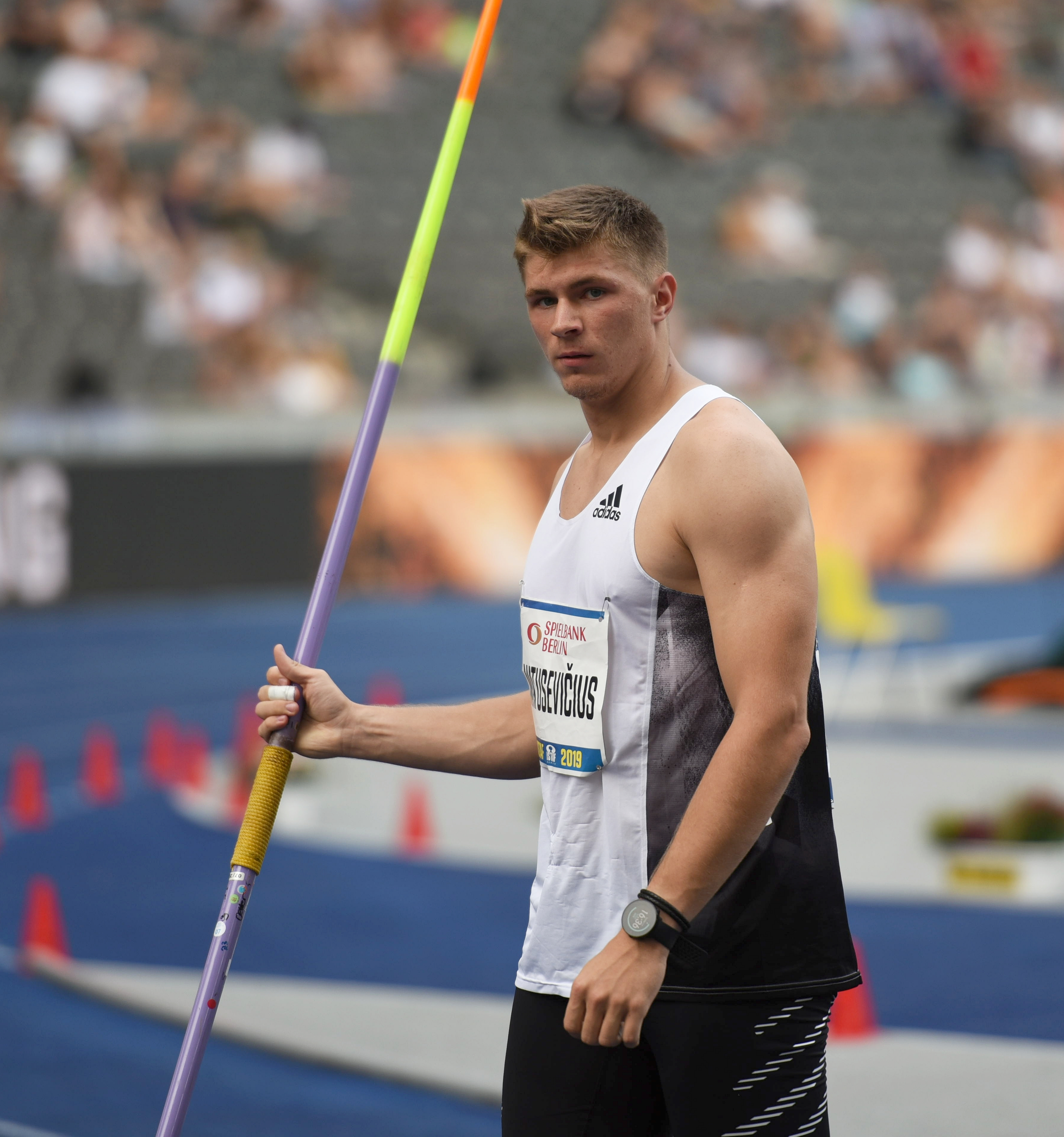
Edis Matusevičius – 81,24 m
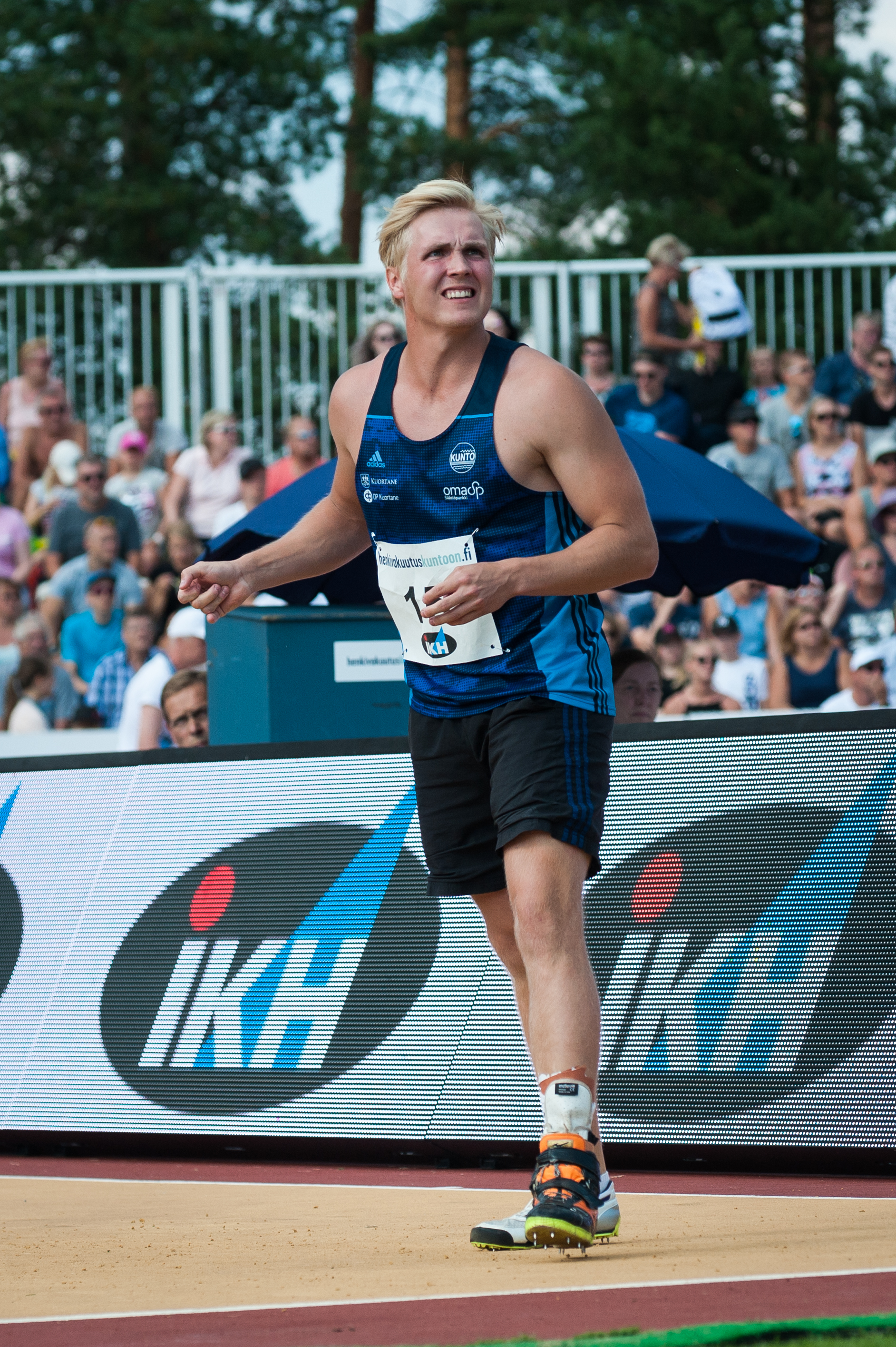
Toni Kuusela – 76,96 m

### Gruppe B
Start: 4. August 2021 um 10:35 Uhr Ortszeit (3:35 Uhr MESZ)
| Platz | Name              | Nation              | 1. Versuch | 2. Versuch | 3. Versuch | Weite (m) | Anmerkung |
| ----- | ----------------- | ------------------- | ---------- | ---------- | ---------- | --------- | --------- |
| 1     | Arshad Nadeem     | Pakistan            | 78,50      | 85,16      | –          | 85,16     |           |
| 2     | Jakub Vadlejch    | Tschechien          | 79,27      | 78,96      | 84,93      | 84,93     | SB        |
| 3     | Julian Weber      | Deutschland         | 84,41      | –          | –          | 84,41     |           |
| 4     | Aljaksej Katkawez | Belarus             | 81,08      | 81,73      | 82,72      | 82,72     |           |
| 5     | Andrian Mardare   | Moldau              | 80,69      | 78,95      | 82,70      | 82,70     |           |
| 6     | Anderson Peters   | Grenada             | 80,42      | 79,71      | 78,28      | 80,42     |           |
| 7     | Keshorn Walcott   | Trinidad und Tobago | 76,13      | 79,13      | 79,33      | 79,33     |           |
| 8     | Oliver Helander   | Finnland            | 78,81      | x          | x          | 78,81     |           |
| 9     | Takuto Kominami   | Japan               | 72,56      | 78,39      | 78,07      | 78,39     |           |
| 10    | Curtis Thompson   | USA                 | 78,20      | 78,09      | 77,89      | 78,20     |           |
| 11    | Julius Yego       | Kenia               | x          | x          | 77,34      | 77,34     | SB        |
| 12    | Shivpal Singh     | Indien              | 76,40      | 74,80      | 74,81      | 76,40     |           |
| 13    | Marcin Krukowski  | Polen               | x          | 74,65      | x          | 74,65     |           |
| 14    | Odei Jainaga      | Spanien             | 73,11      | 70,77      | x          | 73,11     |           |
| 15    | Cheng Chao-tsun   | Chinesisch Taipeh   | 68,18      | 71,20      | x          | 71,20     |           |
| 16    | Bernhard Seifert  | Deutschland         | x          | x          | 68,30      | 68,30     |           |

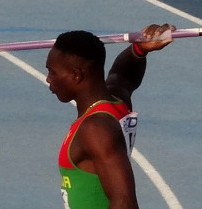
Anderson Peters – ausgeschieden mit 80,42 m

Weitere in Qualifikationsgruppe B ausgeschiedene Speerwerfer:

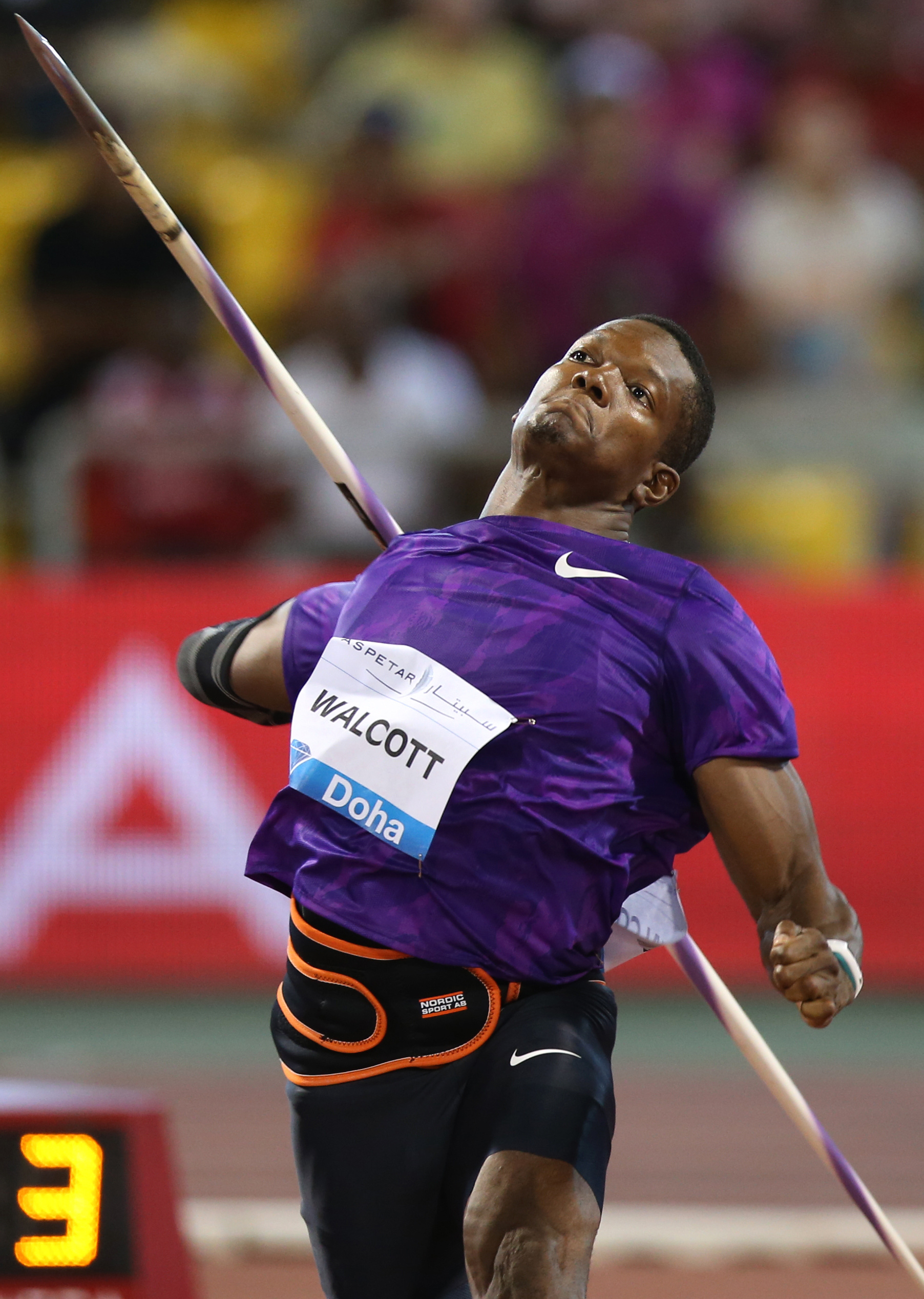
Keshorn Walcott – 79,33 m
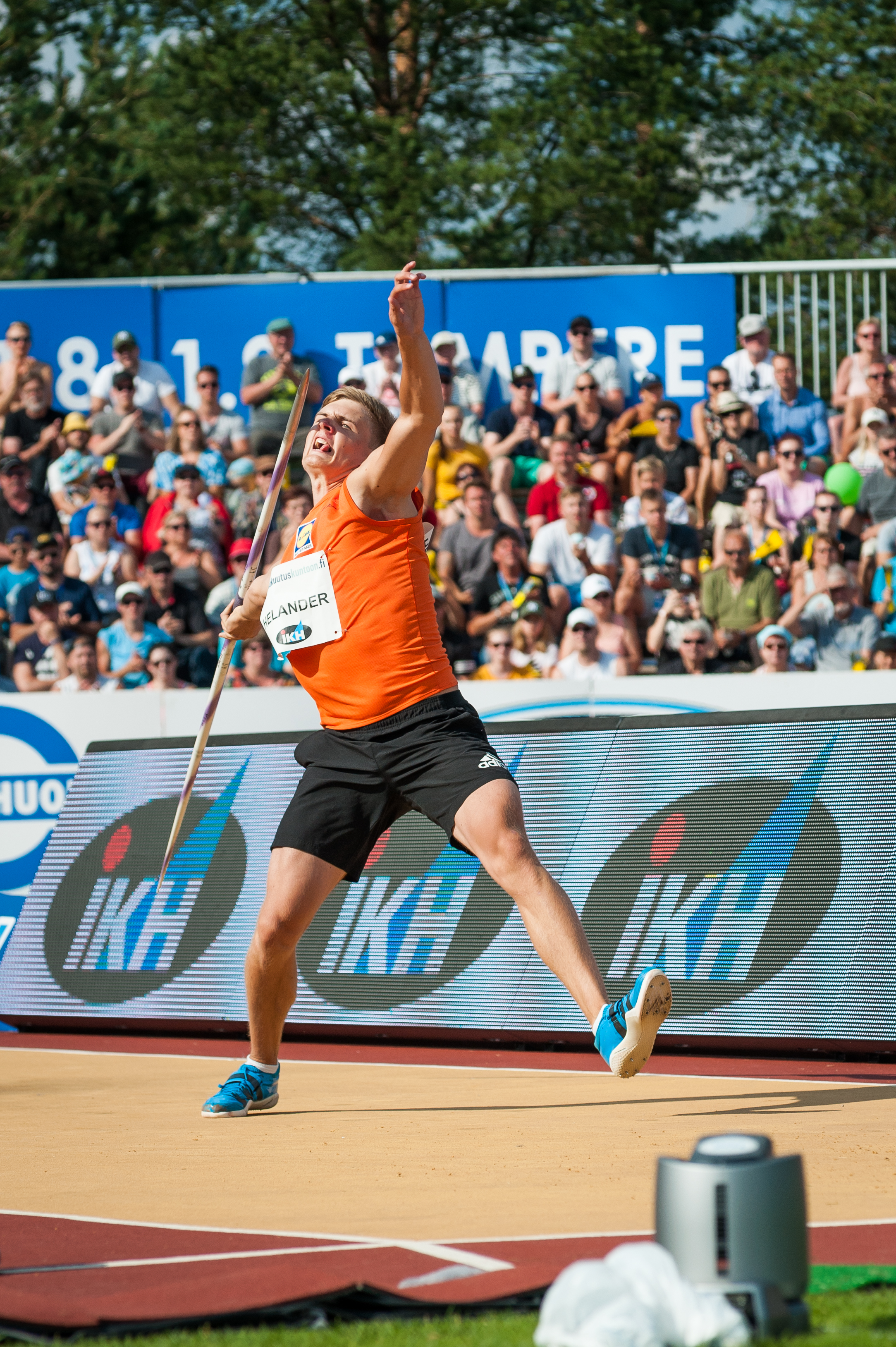
Oliver Helander – 78,81 m
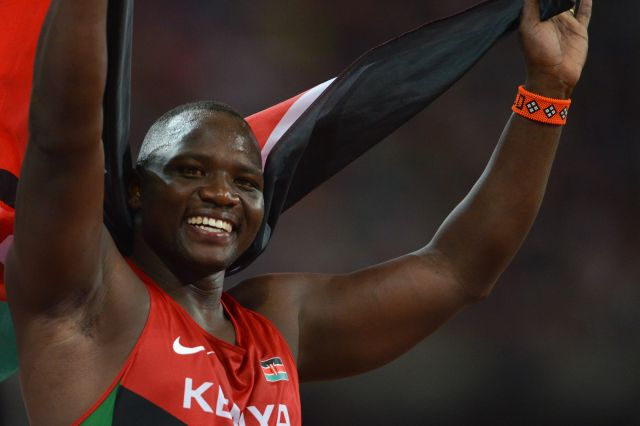
Julius Yego – 77,34 m
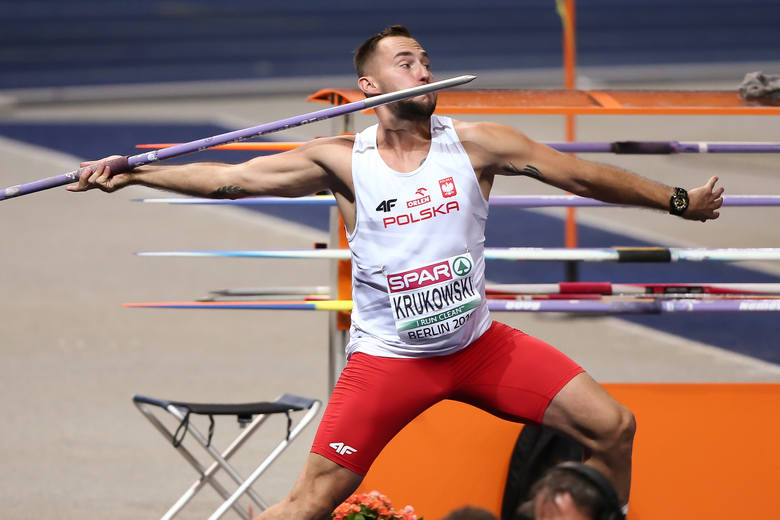
Marcin Krukowski – 74,65 m

## Finale
Start: 7. August 2021 um 20:00 Uhr Ortszeit (13:00 Uhr MESZ)
| Platz | Name              | Nation      | 1. Versuch | 2. Versuch | 3. Versuch | 4. Versuch                             | 5. Versuch                             | 6. Versuch                             | Weite (m) | Anmerkung |
| ----- | ----------------- | ----------- | ---------- | ---------- | ---------- | -------------------------------------- | -------------------------------------- | -------------------------------------- | --------- | --------- |
| 1     | Neeraj Chopra     | Indien      | 87,03      | 87,58      | 76,79      | x                                      | x                                      | 84,24                                  | 87,58     |           |
| 2     | Jakub Vadlejch    | Tschechien  | 83,98      | x          | x          | 82,86                                  | 86,67                                  | x                                      | 86,67     | SB        |
| 3     | Vítězslav Veselý  | Tschechien  | 79,73      | 80,30      | 85,44      | x                                      | 84,98                                  | x                                      | 85,44     | SB        |
| 4     | Julian Weber      | Deutschland | 85,30      | 77,90      | 78,00      | 83,10                                  | 85,15                                  | 75,72                                  | 85,30     | SB        |
| 5     | Arshad Nadeem     | Pakistan    | 82,40      | x          | 84,62      | 82,91                                  | 81,98                                  | x                                      | 84,62     |           |
| 6     | Aljaksej Katkawez | Belarus     | 82,49      | 81,03      | 83,71      | 79,24                                  | x                                      | x                                      | 83,71     |           |
| 7     | Andrian Mardare   | Moldau      | 81,16      | 81,73      | 82,84      | 81,90                                  | 83,30                                  | 81,09                                  | 83,30     |           |
| 8     | Lassi Etelätalo   | Finnland    | 78,43      | 76,59      | 83,28      | 79,20                                  | 79,99                                  | 83,05                                  | 83,28     |           |
|       |                   |             |            |            |            |                                        |                                        |                                        |           |           |
| 9     | Johannes Vetter   | Deutschland | 82,52      | x          | x          | nicht im Finale der besten acht Werfer | nicht im Finale der besten acht Werfer | nicht im Finale der besten acht Werfer | 82,52     |           |
| 10    | Pawel Mjaleschka  | Belarus     | 82,28      | 79,34      | 78,13      | nicht im Finale der besten acht Werfer | nicht im Finale der besten acht Werfer | nicht im Finale der besten acht Werfer | 82,28     |           |
| 11    | Kim Amb           | Schweden    | 77,22      | 78,31      | 79,69      | nicht im Finale der besten acht Werfer | nicht im Finale der besten acht Werfer | nicht im Finale der besten acht Werfer | 79,69     |           |
| 12    | Alexandru Novac   | Rumänien    | 77,03      | 79,29      | x          | nicht im Finale der besten acht Werfer | nicht im Finale der besten acht Werfer | nicht im Finale der besten acht Werfer | 79,29     |           |

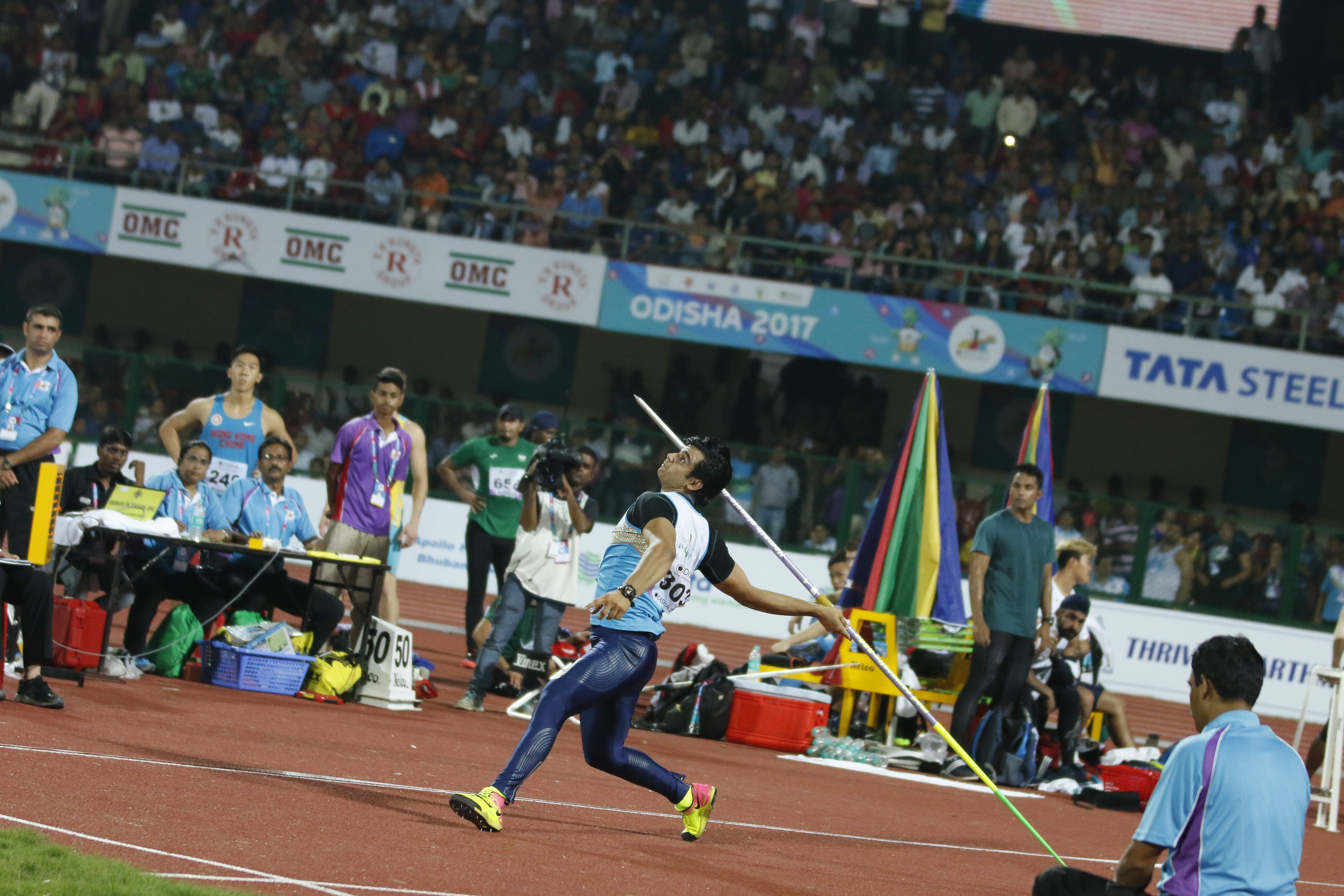
Neeraj Chopra – Überraschungsolympiasieger im Speerwurf

Für das Finale waren zwölf Athleten qualifiziert, sechs von ihnen direkt über die Qualifikationsweite, weitere sechs über ihre Platzierungen. Am Finale nahmen zwei Deutsche teil, ebenso zwei Weißrussen und zwei Tschechen. Komplettiert wurde das Feld durch je einen Athleten aus Indien, Finnland, Moldau, Pakistan, Rumänien und Schweden.
Jeder Teilnehmer hatte zunächst drei Versuche, die Weiten der Qualifikationsrunde werden nicht gewertet. Den besten acht Sportlern standen im Anschluss weitere drei Versuche zur Verfügung. Als Topfavorit trat der deutsche Weltmeister von 2017 Johannes Vetter an. Doch der Weltjahresbeste kam mit den Anlaufbedingungen überhaupt nicht zurecht. Für seine Abwurftechnik brauchte er einen festen Untergrund, der hier nicht vorhanden war, sodass er keinen Halt fand und wegrutschte. Er verließ den Wettkampf enttäuscht nach drei Würfen als Neunter. Stark einzuschätzen waren die beiden Tschechen Vítězslav Veselý und Jakub Vadlejch. Veselý hatte als unter anderem Weltmeister von 2013, Olympiadritter von 2012 und Europameister von 2012 bereits mehrere Erfolge aufzuweisen, Vadlejch war 2017 Vizeweltmeister hinter Vetter geworden.
Die schwierigen nassen Bedingungen machten es den Athleten schwer, ihre Technik umzusetzen und gute Weiten zu erzielen. Ganz überraschend führte nach der ersten Versuchsreihe der Inder Neeraj Chopra, der 87,03 m geworfen hatte. Zweiter war der Deutsche Julian Weber mit 85,30 m vor Vadlejch (83,98 m). Dann folgten fünf weitere Werfer bei engen Abständen und Weiten zwischen 81,16 m und 82,52 m. Mit seinem zweiten Wurf verbesserte sich Chopra, der sich von den schwierigen Bedingungen nicht beeindrucken ließ, auf 87,58 m. Außer ihm übertrafen in Runde zwei nur noch drei weitere Athleten die Marke von achtzig Metern. In Durchgang drei, in dem entschieden wurde, welche acht Werfer die Finalrunde der besten Acht erreichten, gab es einige Verschiebungen. Die erzielten Weiten blieben nachvollziehbar auf einem nicht wirklich hohen Niveau. Veselý schob sich mit 85,44 m vorbei an Weber auf Platz zwei, Arshad Nadeem setzte sich mit 84,62 m auf den vierten Rang, der Belarusse Aljaksej Katkawez belegte mit nun 83,71 m Platz sechs hinter Vadlejch und Lassi Etelätalo war Siebter mit 83,28 m vor dem Moldawier Andrian Mardare, der 82,84 m in diesem Durchgang erzielte. Vetter verpasste die Teilnahme an den drei letzten Durchgängen um 76 Zentimeter.
So ging es mit äußerst knappen Abständen in die letzten drei Versuchsreihen. Dort gab es allerdings nur noch zwei Veränderungen, beide mit Würfen in Runde fünf. Vadlejch gelangen 86,67 m, womit er sich um drei Positionen auf den Silberrang verbesserte. Mardare steigerte sich auf 83,30 m und war damit Siebter. Die Entscheidung im Speerwurf war gefallen, Olympiasieger wurde ganz überraschend Neeraj Chopra vor den beiden mitfavorisierten Jakub Vadlejch (Silber) und Vítězslav Veselý (Bronze). Julian Weber belegte  nur vierzehn Zentimeter von einer Medaille entfernt den vierten Platz vor Arshad Nadeem und Aljaksej Katkawez. Andrian Mardare wurde Siebter, Lassi Etelätalo erreichte Platz acht. Den Bronzeplatz trennten lediglich 2,16 m von Rang acht.

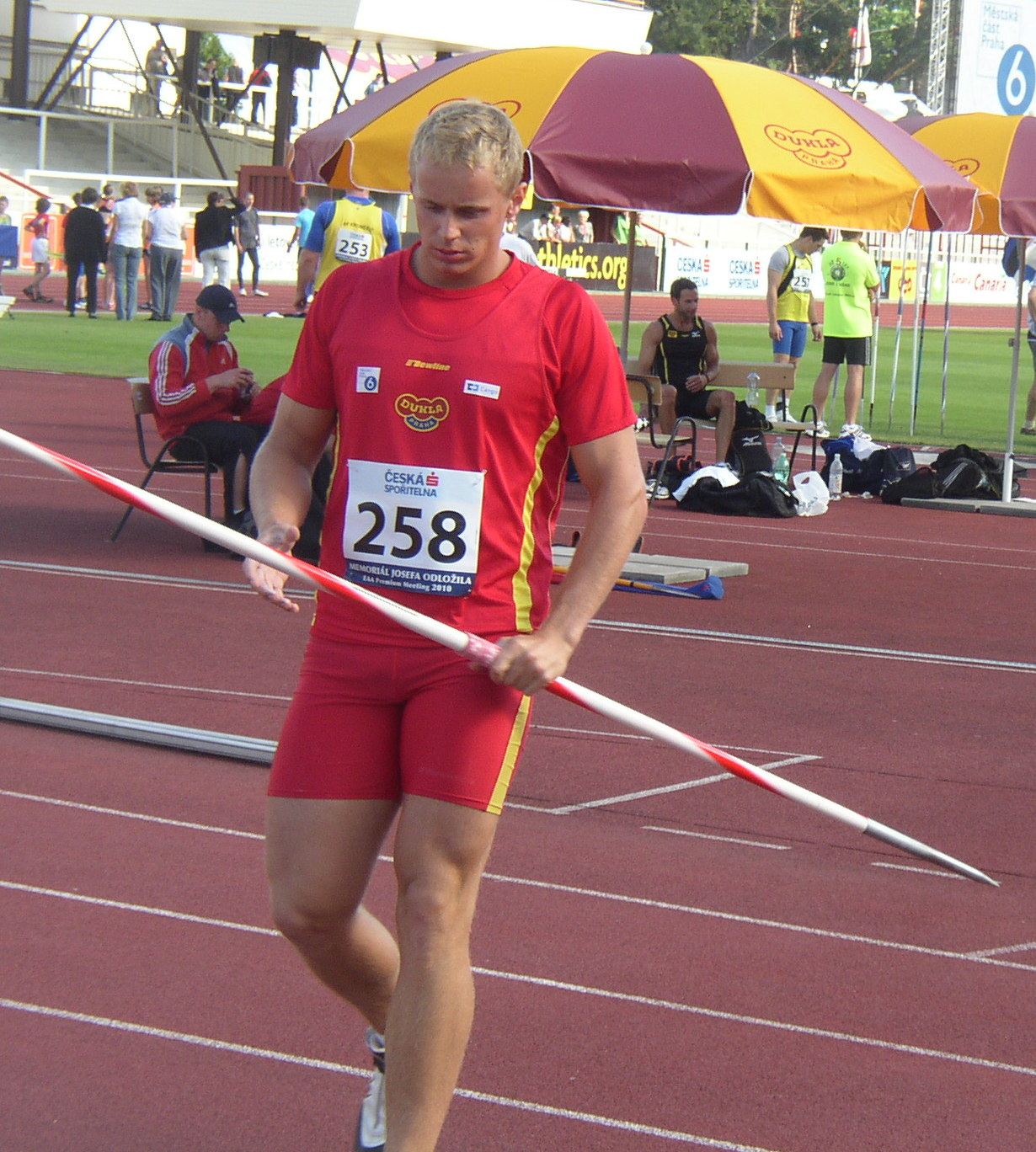
Silbermedaillengewinner Jakub Vadlejch
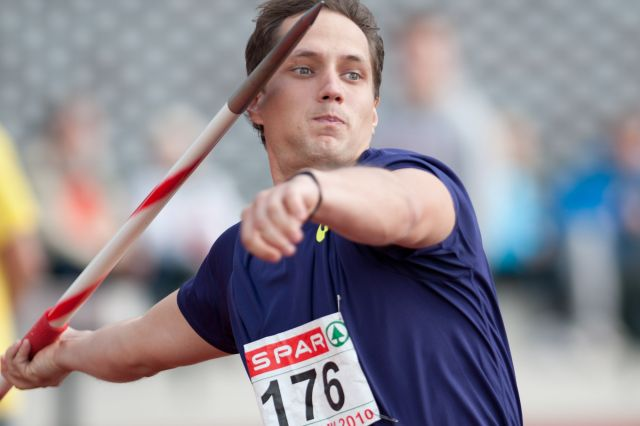
Bronzemedaillengewinner Vítězslav Veselý
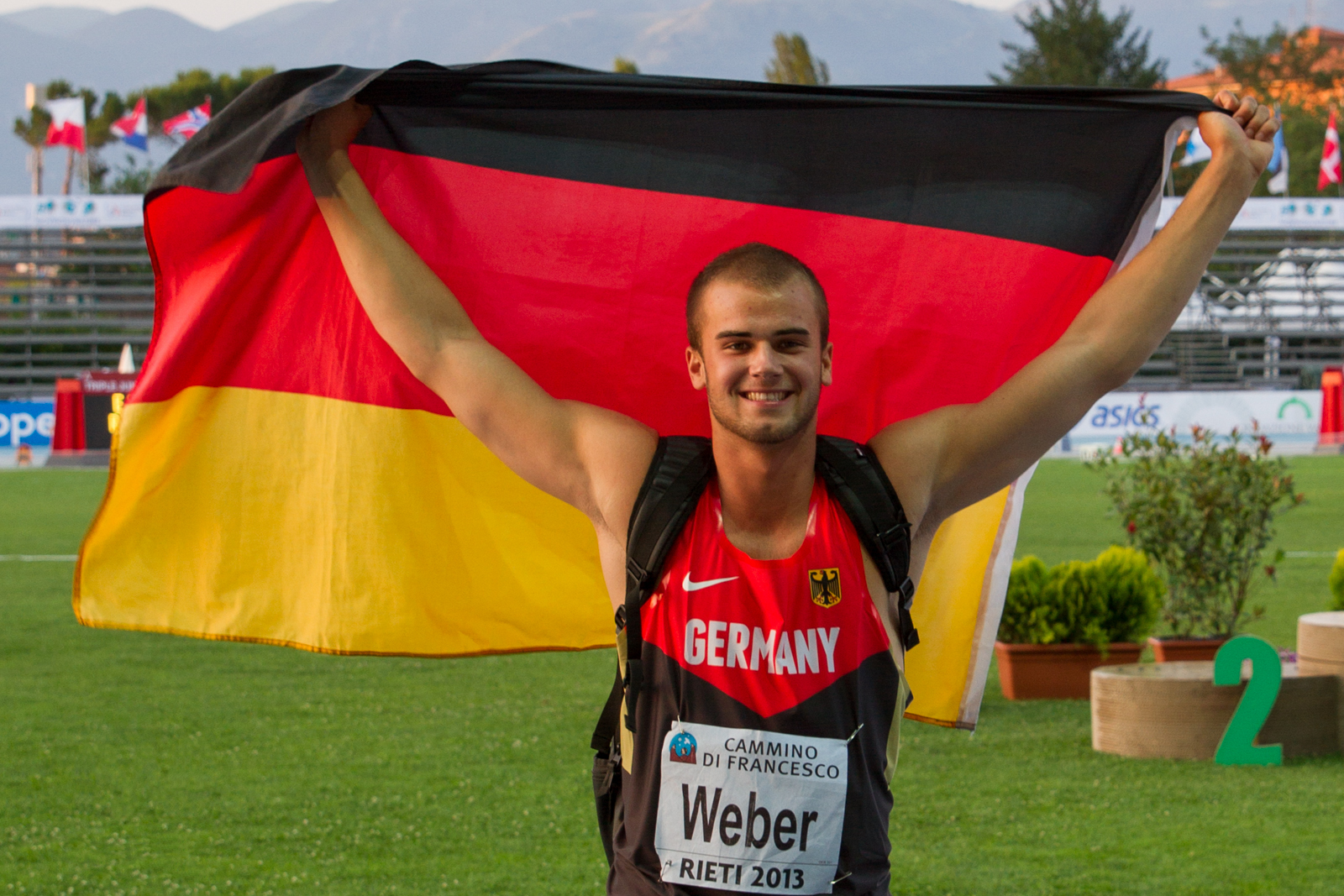
Um vierzehn Zentimeter von einer Medaille entfernt belegte Julian Weber den vierten Platz
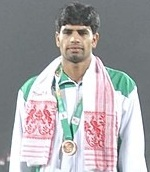
Rang fünf für Arshad Nadeem
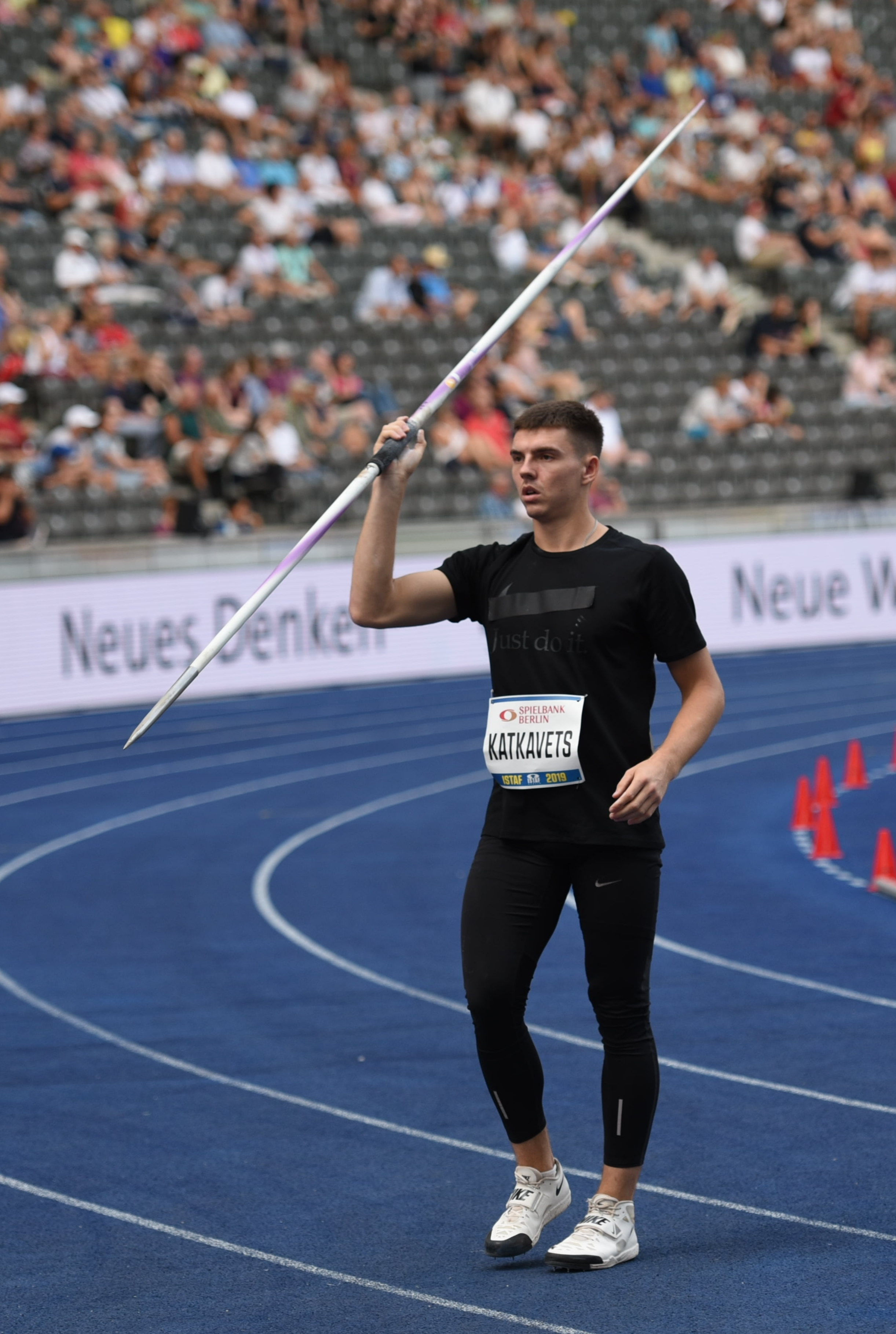
Der sechstplatzierte 	Aljaksej Katkawez

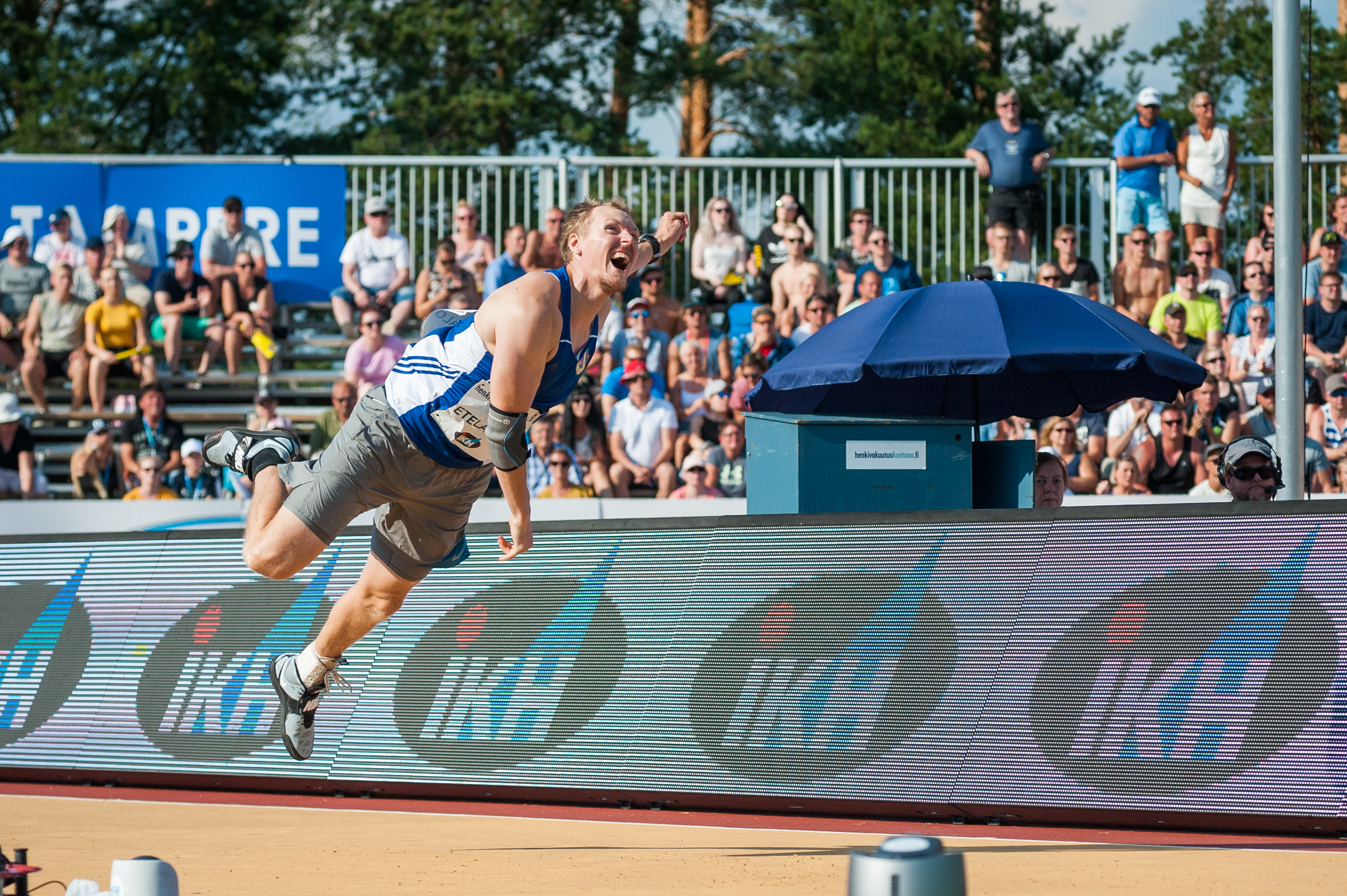
Lassi Etelätalo kam auf den achten Platz
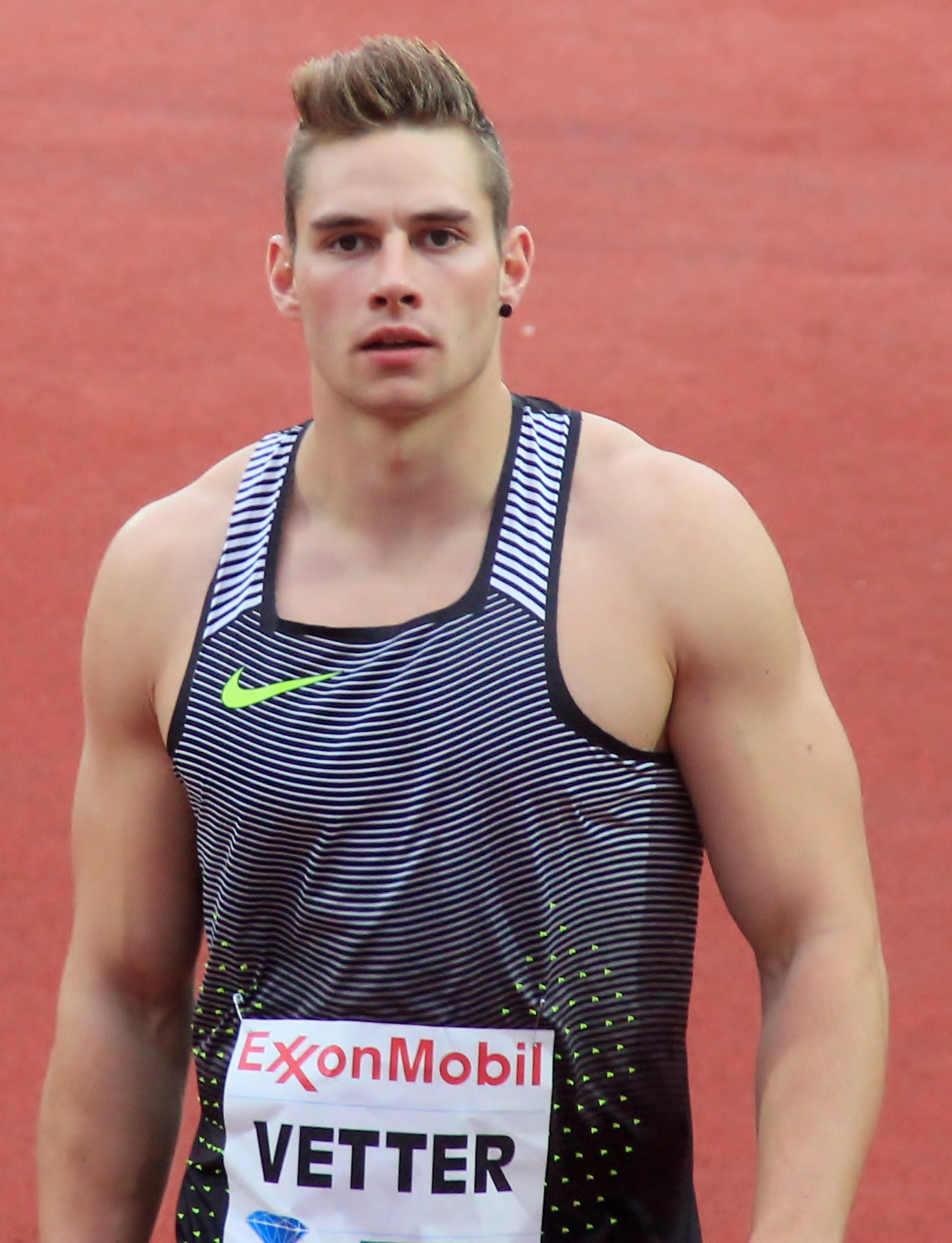
Topfavorit Johannes Vetter kam mit der Anlage überhaupt nicht zurecht und musste am Ende mit Rang neun zufrieden sein
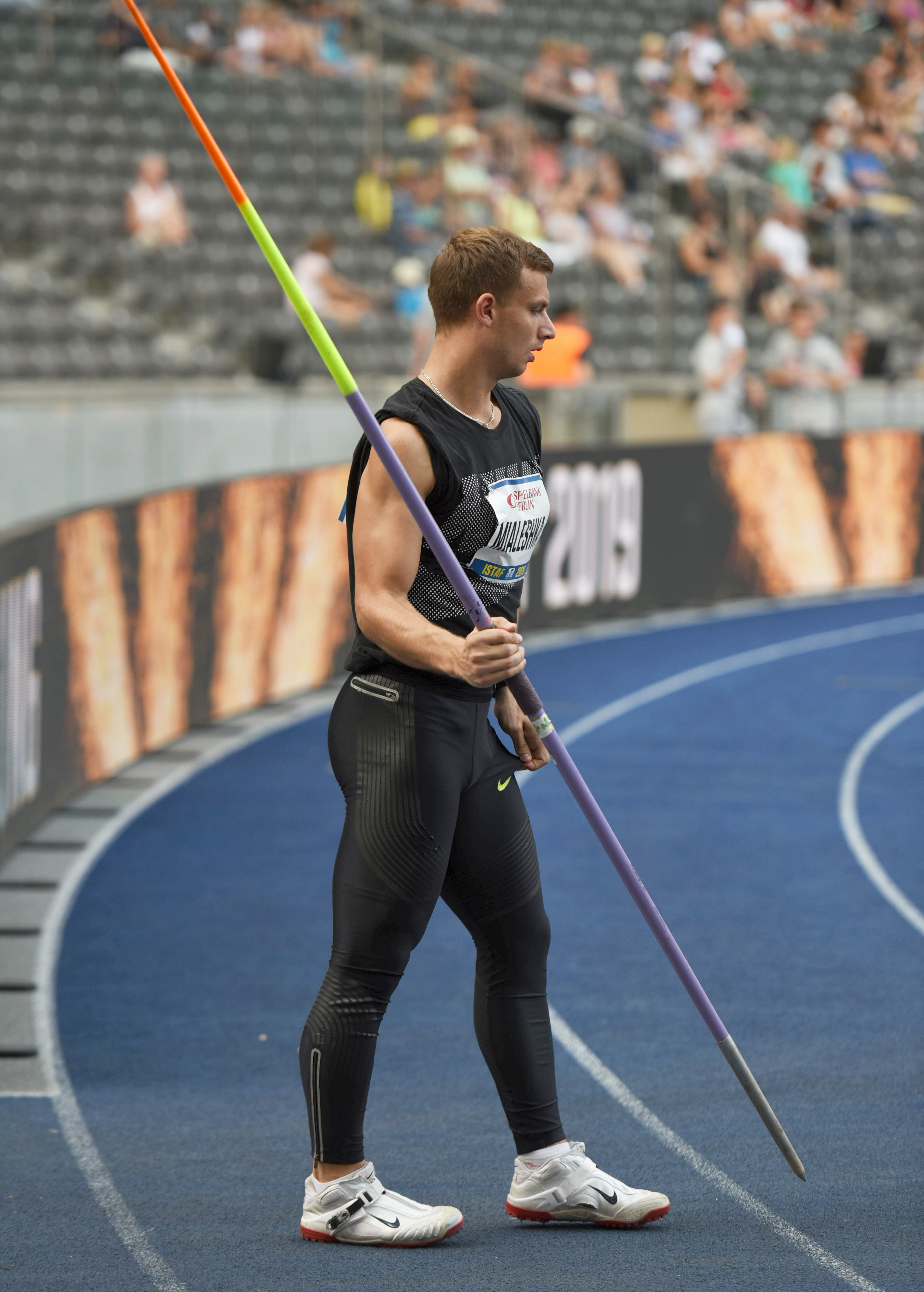
Pawel Mjaleschka erreichte Platz zehn
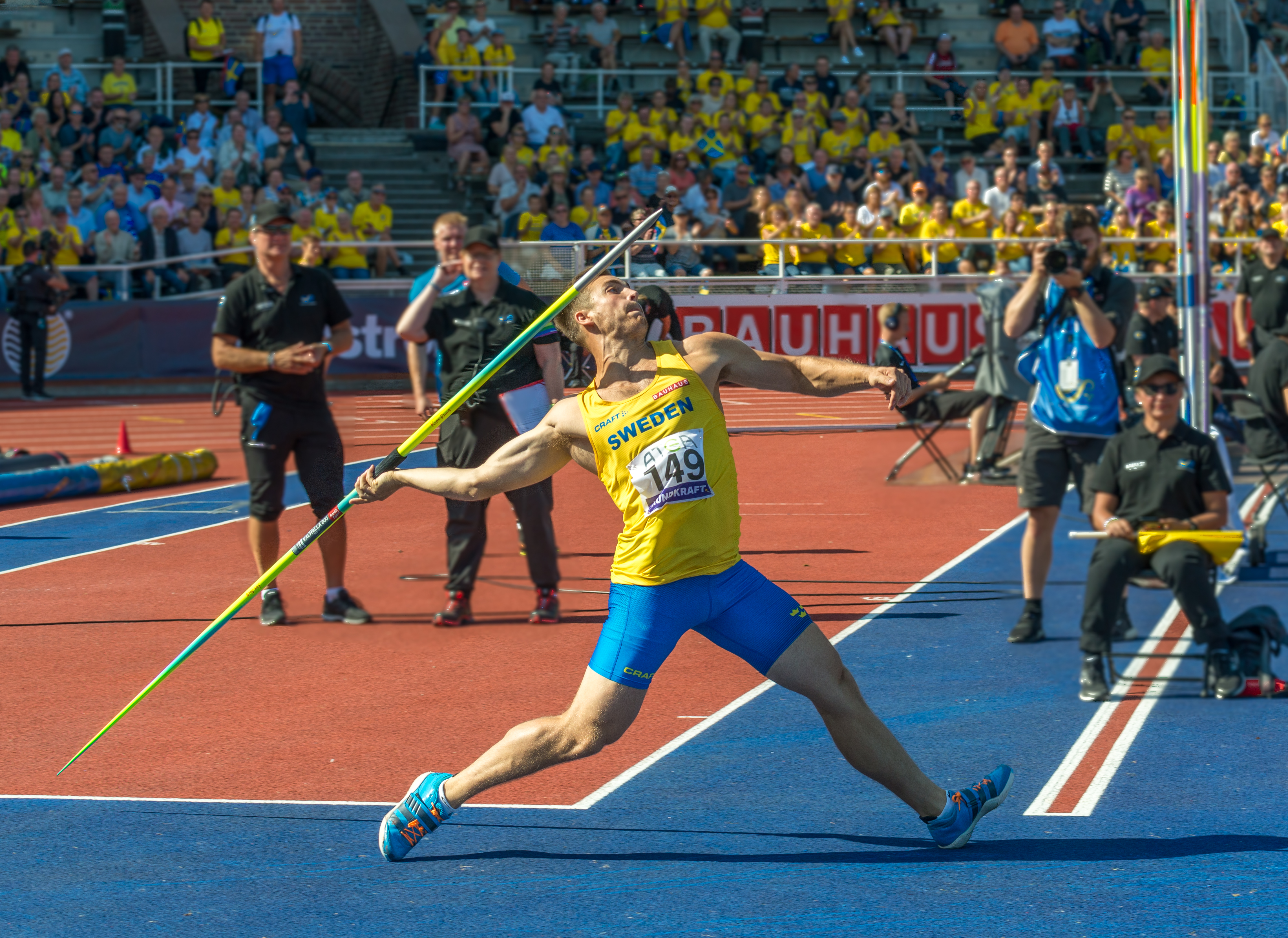
Kim Amb wurde Olympiazehnter

## Video
- Neeraj Chopra wins historic gold for India, #Tokyo2020 Highlights, youtube.com, abgerufen am 27. Mai 2022